# Juvančič
Juvančič je priimek v Sloveniji, ki ga je po podatkih Statističnega urada Republike Slovenije na dan 1. januarja 2010  uporabljalo 235 oseb.

## Znani nosilci priimka
- Albin Juvančič (*1959), kegljavec
- Ana Juvančič Mehle (*1962), filozofinja, bibliotekarka, bibliografka...
- Friderik Juvančič (1873—1947), gledališki organizator, publicist in prevajalec, prof./predavatelj FF UL
- Ivan Juvančič (1849—1900), igralec
- Ivan Juvančič (1860—1934), šolnik in kmetijski strokovnjak
- Ivo Juvančič (1899—1985), narodni delavec, zgodovinar in publicist
- Katarina Juvančič (*1977), kantavtorica, glasbena kritičarka, etnologinja in sociologinja
- Luka Juvančič, agrarni ekonomist, izr. prof. BF UL
- Marko Juvančič (*1970), politik (državni svetnik)
- Matevž Juvančič (*1977), arhitekt
- Milan Juvančič (1930—2011), športnik, geodet, kartograf, prostorski informatik
- Miran (Miroslav) Juvančič (*1952), motorist, popotnik, potopisec
- Petra Juvančič, izvršna direktorica Združenja Manager
- Vika Kraigher (Viktorija Juvančič) (1876–1944), narodna in društvena delavka
- Žiga Juvančič (1798—1845), duhovnik: nadžupnik, kanonik